# Порфирьев, Иван Яковлевич
Иван Яковлевич Порфирьев (1823, Вятская губерния — 1890, Казань) — историк русской литературы, профессор Казанской духовной академии, член-корреспондент Академии наук (1873).

## Биография и деятельность
Родился в 1823 году в семье сельского священника вятской епархии.
В 1848 году окончил Казанскую духовную академию со степенью магистра богословия. Позднее занимал в академии должность профессора истории русской словесности; исполнял обязанности помощника ректора, редактировал орган Академии «Православный собеседник».

## Труды

### «История русской словесности»
Когда в 1855 году в Казанскую духовную академию была доставлена соловецкая библиотека, богатая малоизвестными до тех пор старинными рукописями, Порфирьев стал излагать в своих лекциях преимущественно результаты своих занятий древнерусской письменностью. Эти лекции послужили материалом для знаменитого труда Порфирьева: «История русской словесности»:
- первая часть — «Древний период. Устная народная и книжная словесность до Петра Великого» Архивная копия от 16 мая 2018 на Wayback Machine — вышла в 1870 году;
- I отдел второй части — «От Петра Великого до Екатерины II» (1881);
- II отдел второй части — «Литература в царствование Екатерины II» Архивная копия от 16 мая 2018 на Wayback Machine (1884) — за эту часть книги Порфирьев получил Макарьевскую премию;
- третья часть — «Литература в царствование Александра I» Архивная копия от 29 апреля 2017 на Wayback Machine (1891).

«История русской словесности» Порфирьева является лучшим пособием для ознакомления с древнерусской словесностью; она выдержала несколько изданий и, в сокращённом виде, употреблялась в средних учебных заведениях.

### Другие издания
Как один из главных членов комиссии по описанию соловецких рукописей, Порфирьев издал:
- с довольно обширными предисловиями-исследованиями, вновь или по новым спискам, следующие памятники древнерусской письменности (в «Православном собеседнике» и его «Приложениях»):
  - «Три послания Игнатия, митр. тобольского» (1696) к урало-сибирским раскольникам (1855),
  - «Просветитель преп. Иосифа Волоцкого» (1855—1857),
  - «Молитва на всю седмицу, св. Кирилла, еп. Туровского» (1857),
  - «Сказание преп. Нестора о житии и убиении благоверных князей Бориса и Глеба» (1858),
  - «Сочинения Максима Грека» (1859—1862),
  - «Сказание о блаженном Петре царевиче Ордынском» (о Петре Ордынском; 1859),
  - «Житие преп. Трифона Печенгского, просветителя лопарей» (1859),
  - «Слово в похвалу препод. Зосимы и Савватия Соловецких» (1859),
  - «Житие препод. Елеазара Анзерского» (1860),
  - «Несколько поучений Фотия, митрополита Киевского» (1860—1861),
  - «Послание Филофея, старца псковского Елеазарова монастыря, к дьяку Мисюрю Мунехину» (1861).
- Сборники:
  - «Апокрифические сказания о ветхозаветных лицах и событиях» Архивная копия от 16 декабря 2021 на Wayback Machine («Сборник II отделения Акад. наук», т. XVII, 1877, и отдельно);
  - «Апокрифические сказания о новозаветных лицах и событиях» Архивная копия от 16 декабря 2021 на Wayback Machine (там же, 1890 и отд.).

Из других трудов Порфирьева выдаются:
- «Употребление книги Псалтирь в древнем быту народа» (в «Православном собеседнике», 1857, IV),
- «О чтении книг в древние времена России» (ib., 1858, II),
- «О почитании среды и пятницы в древнерусском народе» (ib., 1659, I),
- «Об источниках сведений по разным наукам в древние времена России» (ib., 1860, I),
- «Аллегорические изображения времён года» (ib.),
- «Домострой Сильвестра» (ib., 1860),
- «Об успехах церковной проповеди в народе» (ib., 1862),
- «Апокрифические сочинения в древней письменности» (ib, 1869, II),
- «Народные стихи и легенды» (ib., 1869, III),
- «Апокрифические сказания о ветхозаветных лицах и событиях» (Казань, 1873; докторская диссертация),
- «О соловецкой библиотеке, находящейся в Казанской духовной академии» (в «Трудах IV Археологического Съезда», т. II, 1878),
- «Историко-литературный анализ стиха о Голубиной книге» (в «Отчете о присуждении наград графа Уварова», 1890).

## Семья
Сын — Сергей Иванович Порфирьев (1869 — 05.05.1942) — русский и советский историк-медиевист, востоковед и тюрколог, действующий член Общества археологии, истории и этнографии (ОАИЭ) при Императорском Казанском университете.

## Источник
- Порфирьев, Иван Яковлевич // Энциклопедический словарь Брокгауза и Ефрона : в 86 т. (82 т. и 4 доп.). — СПб., 1890—1907.